# Patrick Flynn (Leichtathlet)

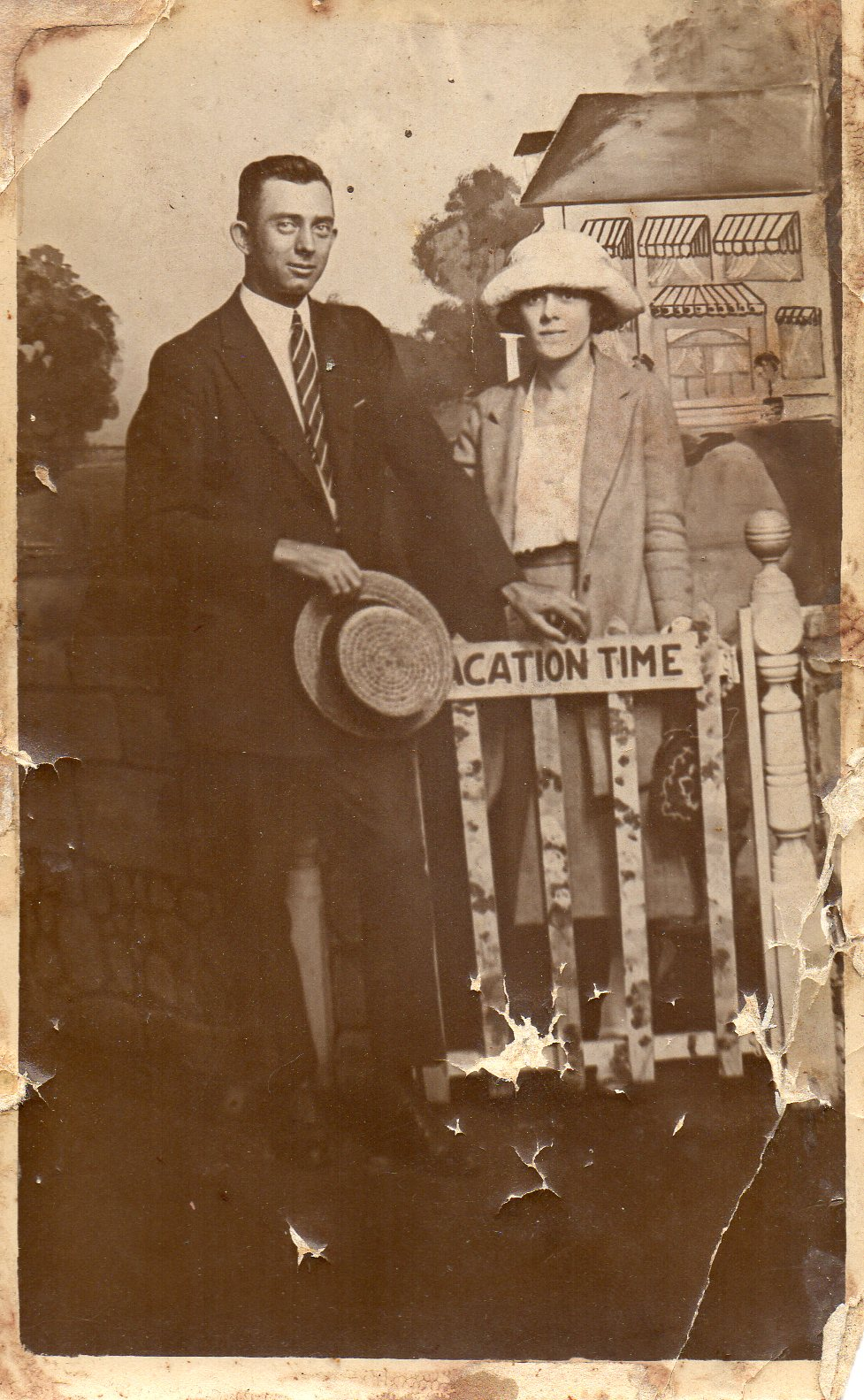
Patrick Flynn mit seiner Ehefrau Florence

Patrick Flynn (Patrick J. „Pat“ Flynn; * 17. Dezember 1894 in Bandon, Cork; † 15. Januar 1969 in Jamaica, Queens, New York City) war ein US-amerikanischer Langstrecken- und Hindernisläufer irischer Herkunft.
1914 wurde er bei der US-Meisterschaft über fünf Meilen Dritter, 1919 wurde er sowohl über diese Distanz wie auch über 3000 m Hindernis Zweiter.
Ein Jahr später gewann er in der US-Rekordzeit von 9:58,2 min den Meistertitel und wurde zusammen mit Michael Devaney, Ray Watson und Albert Hulsebosch zu den Olympischen Spielen in Antwerpen entsandt, wo erstmals ein Hindernislauf über 3000 m auf dem Programm stand. Das Finale hatte mit dem Briten Percy Hodge (Gold in 10:00,4 min) einen überlegenen Sieger. Flynn folgte mit 100 m Rückstand – seine Zeit wurde auf 10:21,1 min geschätzt – auf dem zweiten Platz und gewann Silber vor dem Italiener Ernesto Ambrosini (Bronze in geschätzten 10:32,0 min). Ein Sturz am Wassergraben machte seine Chancen auf die Goldmedaille zunichte. Darüber hinaus startete er zusammen mit 41 weiteren Athleten beim 8 km langen Crosslauf, konnte jedoch nicht in den Kampf um die Medaillen eingreifen und kam mit 57 Sekunden Rückstand auf den Sieger Paavo Nurmi auf den neunten Platz. Seine Landsleute Fred Faller und Max Böhland belegten die Plätze 15 und 16, was in der Mannschaftswertung den vierten Platz bedeutete.
Patrick Flynn war 1,70 m groß und 52 kg schwer. Er startete für den Paulist Athletic Club und den Irish American Athletic Club.